# Заколдованная гостиница
«Заколдо́ванная гости́ница» (фр. L'auberge ensorcelée) — немой короткометражный фильм Жоржа Мельеса, снятый в 1897 году.

## Сюжет
Мужчина собирается переночевать в гостинице, но с ним начинают происходить странные вещи: предметы исчезают и появляются, взрываются, самостоятельно двигаются. Он долго сопротивляется нечистым силам, но не выдерживает и выбегает из комнаты.

## В ролях
В фильме снимается всего один человек:
- Жорж Мельес — гость

Также Жорж Мельес является продюсером, сценаристом и режиссёром фильма.